# Покровское (Корсаковский район)
Покро́вское —  исчезнувшее село в Корсаковском районе Орловской области России.
До образования Корсаковского района входило в состав Новосильского района, а ранее Новосильского уезда Тульской губернии.

## География
Село располагалось на холмистой местности левого берега реки Малой Раковки.

## Название
Название получено по храму. Второе, уточняющее название «на Раковке» — от географического расположения на местности на берегу речки Раковки (Малой Раковки). Уточняющее название дано для отличия одноимённых селений друг от друга.

## История
Покровское стало самостоятельным приходом со статусом села предположительно около половины XVII столетия, а само поселение возникло ещё раньше. В «Приходах и церквях Тульской епархии: …» за 1895 год указано о существовании в приходе мест, свидетельствующих о трёх деревянных храмах, находившихся недалеко друг от друга. Третий деревянный храм построен был в 1785 году помещицей Верой Андреевной Шестаковой, который из-за своей ветхости был разобран в 1888 году. Каменная церковь во имя Покрова Пресвятой Богородицы с двумя приделами построили на средства прихожан в 1874—1883 гг. Приход состоял из самого села и деревень: Красная Дубрава (Даниловка), Слободка (не сущ.), Донок (Ульянинская), Малая Раковка (Протухлая) (не сущ.), Воробьёвка (Воробьёва) (не сущ.), Николаевка (хутор Николаевский) (не сущ.), Бугровка (Марьина) (не сущ.), хутор Шестаково (Штаковка), Каменная Ступа (Аринкин Хутор) (не сущ.), Малые Озёрки (Коты, Аграфенина), Андреевка (хутор Рахманова) (не сущ.), Панки (не сущ. ). Имелась церковно-приходская школа. Населено было помещичьими крестьянами. В 1915 году насчитывалось 115 крестьянских дворов.
На довоенной 1941 года карте Покровское ещё обозначено. На современных (2011) уже нет.

## Население
| Годы      | 1857 | 1859 | 1915 |
| --------- | ---- | ---- | ---- |
| Население | 553  | 510  | 820  |